# Steginoporella vicksburgica
Steginoporella vicksburgica är en mossdjursart som beskrevs av Ferdinand Canu och Ray Smith Bassler 1920. Steginoporella vicksburgica ingår i släktet Steginoporella och familjen Steginoporellidae. Inga underarter finns listade i Catalogue of Life.